# NNN 뉴스 리얼타임
《NNN 뉴스 리얼타임》(영어: NNN NEWS REALTIME, 일본어: NNN News リアルタイム)은 니혼TV(NNN)의 저녁종합뉴스로, HD로 방송되었다. 2006년부터 2010년까지 방송되었으며, 후속 프로그램은 뉴스 에브리이다.
전국 뉴스는 오후 5시 50분부터 6시 16분까지이다. 수도권 방송은 오후 4시 53분부터 7시까지이다. 또한, 일부 계열국에서도 일부 코너를 방송하는 곳이 있다.
18년동안 방송된 전시간대 프로그램인 《NNN 뉴스 플러스1》(이하 플러스1)을 대신하여, 2006년 4월 3일부터(토요일은 4월 8일부터) 방송하였다.뒤를 잇는 것으로 뉴스 에브리가 들어갔다.